# Mormota mesterek
A Mormota mesterek (eredeti cím: Numb Chucks) kanadai televíziós 2D-s számítógépes animációs sorozat, amelyet Brad Ferguson rendezett. A zenéjét Graeme Cornies szerezte, a producere Tristan Homer volt. Kanadában 2014. január 7-én a YTV, míg Magyarországon 2017. január 1-én a Megamax mutatta be.

## Magyar hangok
- Galbenisz Tomasz
- Hegedűs Miklós
- Németh Gábor
- Magyar Attila

## Szereplők
- Dilweed Chuck
- Fungus Chuck
- Quills
- Buford G. Butternut
- Grandma Butternut
- Hooves
- Woodchuck Morris